# Oszillometrie
Die Oszillometrie bezeichnet wie die Impulsoszillometrie eine Gruppe der Lungenfunktionsuntersuchung (in der Pulmonologie auch als Oszilloresistometrie bezeichnet) zur Bestimmung der Atemwegsimpedanz und eine Form der indirekten Blutdruckmessung.
Bei der oszillometrischen Untersuchung der Atemwege wird deren Reaktion auf ein oszillierendes Drucksignal bestimmt. Dabei wird ein Frequenzgemisch in Form eines Drucksignals generiert und am Patienten appliziert. Bei der Oszillometrie zur Messung des Blutdruckes werden die Schwingungen des Blutflusses in den Arterien gemessen.

## Einsatz als Lungenfunktionsuntersuchung

### Geschichte
Das grundlegende Messverfahren wurde 1956 von Dubois et al. eingeführt. Dies betrifft vor allem die Theorie der Lungendiagnose mit Hilfe elektrotechnischer Ersatzschaltbilder. Zu Beginn erfreute sich diese Idee keiner großen Anerkennung. Eine dem technischen Stand der Zeit entsprechende Messmethode stellten Smidt und Muysers 1971 vor. Dabei wird der Lungentrakt mit einer einzigen Frequenz angeregt und deren Reaktion in Form von Druck gemessen (monofrequente Oszillometrie). Im Jahr 1976 entwickelten Landser et al. ein Gerät, das bereits mit multifrequenter Anregung, einem synthetisierten Rauschen (pseudo random noise) arbeitete. Fünf Jahre später stellten Müller und Vogel eine technisch einfacher realisierbare Methode vor, welche anstatt des Rauschsignals einen Impuls verwendete (Impulsoszillometrie).

### Theoretische Grundlagen
Der theoretische Ansatz von Dubois beinhaltet die Charakterisierung des komplexen pneumatischen Systems des Lungentrakts mit Hilfe von physikalischen Gesetzen der eindimensionalen Wellenausbreitung. Letztere fand bisher vorwiegend in der Elektrotechnik Anwendung und beschreibt dort den Einfluss elektrotechnischer Bauelemente auf Amplitude und Phase einer elektrischen Signals.
Man betrachte die Atemwege als mechanisches System mit einem bestimmten Reaktionsverhalten gegenüber einer pneumatischen Anregung. Ein sinusförmiges Drucksignal am Eingang, sprich der Mundöffnung eines Probanden, erzeugt einen Flussverlauf, der von den Eigenschaften dieses Systems abhängt. Dabei spielen insbesondere die Elastizität der Lungenbläschen, Öffnungsbreite und Länge der Luftröhre und das Lungenvolumen eine Rolle.
Wir bezeichnen den am Patienten anliegende Druckverlauf mit
{\displaystyle p(t)={\hat {P}}\cdot \sin(\omega t+\varphi _{p})}
und den zugehörigen Luftstrom mit
{\displaystyle {\dot {V}}={\hat {\dot {V}}}\cdot \sin(\omega t+\varphi _{\dot {V}})}.
Bezieht man den imaginären Anteil einer Sinusschwingung mit ein, so lässt sich dieses Signal als Vektor in der komplexen Zahlenebene beschreiben und reduziert sich damit auf die Darstellung von Betrag und Phase.
{\displaystyle p={\hat {P}}e^{j\varphi _{p}}}
{\displaystyle {\dot {V}}={\hat {V}}e^{j\varphi _{\dot {V}}}}
Besitzen die Atemwege eines Patienten einen höheren Strömungswiderstand, so fließt bei gleichbleibenden Druck weniger Gasvolumen in die Lungenflügel und ebenso aus den Lungenflügeln heraus. Der Volumenstrom in die Atemwege nimmt mit der Zeit ab, bedingt durch die kapazitiv wirkende Summe der Lungenbläschen, den Alveolen.
Bei sinusförmigem Druckverlauf würde dies bedeuten, dass der zeitliche Verlauf des Volumenstroms nicht mit dem des Drucks in Phase ist.
Durch Division der komplexen Größen von Druck und Fluss in Betrag-Phasen-Darstellung tragen wir dem Rechnung. Die daraus resultierende Größe der Impedanz besteht aus dem Quotienten der Betragswerte und der Differenz der Phasenwerte.
{\displaystyle Z={\frac {p}{\dot {V}}}={\frac {\hat {P}}{\hat {\dot {V}}}}\cdot e^{j(\varphi _{p}-\varphi _{\dot {V}})}}
Für klinische Diagnosen werden häufig die zugehörigen Real- und Imaginärteile der Impedanz ausgewertet. Dabei bezeichnet man den Realteil analog der Elektrotechnik als Resistanz und den Imaginärteil als Reaktanz.
{\displaystyle Z=R+jX}

### Bedeutung der Messparameter
Der grundsätzlich gemessenen Parameter sind Resistanz und Reaktanz der Atemwege als Summanden der Atemwegsimpedanz. Dabei lehnen sich die Begrifflichkeiten an der Elektrotechnik an und müssen im klinischen Kontext weiter erläutert werden.
Physikalisch handelt es sich bei der Impedanz Z um einen Wechselströmungswiderstand. Analog einem elektrischen Schwingkreis mit Spule, Kondensator und ohmschen Widerstand lässt sich die physiologische Impedanz des pulmonalen Systems folgendermaßen aufschließen.
- Impedanz: Als zusammengesetzte Größe reflektiert sie den Gesamtwiderstand des pulmonalen Systems.
- Resistanz / Resistance: Hier wird Energie in Form von vor allem Reibung verloren. Im elektrischen Schaltkreis entspricht sie dem ohmschen Widerstand, als physiologische Größe stellt sie also den Strömungswiderstand in den Atemwegen und die viskosen Widerstände in Lunge und Thorax dar.
- Reaktanz / Reactance: Als imaginärer Anteil der Impedanz entsteht die Reaktanz erst durch die Handlung „Atmen“ und ist vom Ausmaß der Handlung abhängig. Weiter kann sie charakterisiert werden durch Inertance und Komplianz.
- Inertance / Inertanz: Sie ist ein Maß für die Trägheit von Lunge und Thorax und hat kaum klinische Relevanz.
- Komplianz / Compliance: Die Volumendehnbarkeit entspricht im elektrischen Schaltkreis dem kapazitiven Widerstand. Am Lungenmodell steht sie für Widerstände, die durch Dehnung von vor allem Bronchialsystem, Lunge und Thorax entstehen.[2]

## Einsatz zur Messung des arteriellen Blutdruckes
In diesem Fall werden oszillometrisch die durch den Blutfluss in den Arterien ausgelösten Schwingungen erfasst. Das Verfahren ist nur bedingt zum Einsatz bei Patienten mit Herzrhythmusstörungen geeignet.
(siehe Hauptartikel Blutdruckmessung)